# Superintendent
Ein Superintendent (lateinisch superintendens, wörtlich ‚Aufseher‘, Lehnübersetzung von altgriechisch ἐπίσκοπος episkopos) ist der Inhaber eines Leitungsamtes in evangelischen Kirchen, insbesondere in Deutschland und Österreich. Eine Superintendentur (umgangssprachlich auch Suptur) bezeichnet das Büro eines Superintendenten, den Amtssitz eines Superintendenten und das Amt des Superintendenten. In früheren Jahrhunderten war es auch gebräuchlich für den Amtsbezirk (Sprengel) eines Superintendenten, d. h. die Größe, die heute meist als Kirchenkreis bezeichnet wird.

## Aufgaben und Amtsbezeichnungen
In einigen deutschen evangelischen Landeskirchen, in der Evangelischen Kirche A.B. in Österreich, in vielen methodistischen Kirchen und in der Selbständigen Evangelisch-Lutherischen Kirche ist der Superintendent der leitende Geistliche eines Kirchenkreises, einer Diözese (Superintendentur oder Superintendenz in Österreich) bzw. eines Kirchenbezirks, also eines Zusammenschlusses mehrerer Kirchengemeinden. Die Bezeichnungen für vergleichbare Ämter in anderen evangelischen Landeskirchen in Deutschland lauten in der Regel Kreispfarrer, Kreisoberpfarrer, Dekan, Inspektor oder Propst. In früheren Zeiten waren auch die Begriffe Ephorus oder Inspektor gebräuchlich.
Die Superintendenten visitieren die Kirchenkreise und dabei auch deren haupt- und nebenamtliche Mitarbeiter. Zu ihren Aufgaben gehört die Dienstaufsicht über die Pfarrer bzw. Pastoren sowie die Repräsentation des Kirchenkreises in der Öffentlichkeit. Zudem sollen sie Seelsorger der Seelsorger sein. In manchen Kirchen sind sie auch für die Ordinationen zuständig.
In der römisch-katholischen Kirche hat das Amt keine direkte Entsprechung, da es Zuständigkeiten von Dekan/Dechant, Regionaldekan und Bischof vereint. Faktisch wird in Deutschland der Superintendent meist als Pendant zum Dekan/Dechanten oder Regionaldekan gesehen, da sie für einen Teil des Bistums, der von seiner Größe her einem Kirchenkreis entspricht, zuständig sind. In Österreich wird das Amt aufgrund der weitgehenden Übereinstimmung der Grenzen der Superintendenzen (die dort auch „Diözesen“ genannt werden) mit den Grenzen der römisch-katholischen Diözesen mit der Funktion eines Diözesanbischofs verglichen und der Superintendent etwa im gleichen Rang wie ein katholischer Bischof gesehen.

## Geschichte
Das Amt entstand 1527 in Kursachsen, als Kurfürst Johann der Beständige anordnete, Pfarrer der vornehmsten Städte zu „superintendenten und aufseher“ einzusetzen. Neben der Aufsicht über die Pfarrer und Gemeinden war ihnen auch die Fortbildung der Pfarrer aufgetragen. Damit übernahmen sie Teile der Aufgaben des Bischofsamtes, aber ohne die eigentliche Kirchenleitung, die vom Landesherren durch Konsistorien wahrgenommen wurde. In vielen weiteren evangelischen Territorien entstanden in den folgenden Jahren und Jahrzehnten vergleichbare Ämter, teils mit unterschiedlichen Bezeichnungen. In Dänemark-Norwegen wurden 1537 die Bischöfe durch Superintendenten ersetzt; erst im 17. Jahrhundert übernahmen sie wieder den Titel des Bischofs.
Im Herzogtum Württemberg erfolgte nach 1551 eine weitere Differenzierung des Amtes der Superintendenten in Spezialsuperintendenten und Generalsuperintendenten. Während die Spezialsuperintendenten in etwa die Aufgabe der Dekane übernahmen und die Aufsicht über die Lehre und das Leben der Pfarrer sowie über das Verhalten der Amtsleute und der Bevölkerung ihres Kreises führten, standen die Generalsuperintendenten den Spezialsuperintendeten vor und bildeten die Mittelebene zwischen Kirchenrat und Spezialsuperintendenten. Das württembergische Modell fand in der Folgezeit auch in anderen evangelischen Territorien Verbreitung.
Im 17. und 18. Jahrhundert wandelte sich das Verständnis des Amtes unter dem Einfluss des Territorialismus. Konnten die Superintendenten früher weitgehend eigenständig agieren, so wurden sie  nun zunehmend zu Funktionsträgern der staatlichen Verwaltung, die den Konsistorien untergeordnet waren. Dieser Zustand hielt im Wesentlichen bis zum Ende des Landesherrlichen Kirchenregiments im 20. Jahrhundert an. Eine Sonderentwicklung gab es erst im Geltungsbereich der Rheinisch-Westfälischen Kirchenordnung von 1835, wo die Superintendenten von den Kreissynoden gewählt wurden und auch als Vermittler zwischen der Konsistorialbürokratie und den Gemeinden fungierten.

## Landessuperintendent und Generalsuperintendent
Das übergeordnete Leitungsamt wird in Deutschland mit Bischof, Landesbischof, Präses oder Landessuperintendent (früher auch: Generalsuperintendent) bezeichnet.
In einigen evangelischen Landeskirchen und in der Selbständigen Evangelisch-Lutherischen Kirche existiert dazwischen eine Regionalebene, deren leitender Geistlicher als Regionalbischof, Propst, Prälat oder Generalsuperintendent bezeichnet wird. Ihr Wirkungsbereich trägt oft die Bezeichnung Sprengel. Zu den Aufgaben der leitenden Geistlichen auf der Regionalebene gehören die klassisch bischöflichen Aufgaben Ordination und Visitation der Superintendenten (sofern sie nicht dem ihm übergeordneten Bischof vorbehalten ist); hinzu kommt die Dienstaufsicht über die Kirchenkreise.

## Superintendenten in Deutschland

### Landeskirchen mit Landessuperintendent als leitendem Amt
- Lippische Landeskirche

### Landeskirchen mit Superintendenten auf Sprengelebene
- Sprengel der Evangelischen Kirche Berlin-Brandenburg-schlesische Oberlausitz, Generalsuperintendenten
- In der Evangelisch-Lutherischen Landeskirche Hannovers trugen die leitenden Geistlichen in den Sprengeln bis 2019 die Amtsbezeichnung „Landessuperintendent“; seit 2020 werden sie Regionalbischof genannt

### Altkonfessionelle lutherische Kirche mit einem Superintendenten als Leiter
- Evangelisch-Lutherische Kirche in Baden

### Landeskirchen mit Superintendenten auf Kirchenkreisebene
- Evangelische Kirche Berlin-Brandenburg-schlesische Oberlausitz
- Evangelische Kirche in Mitteldeutschland
- Evangelische Kirche im Rheinland
- Evangelische Kirche von Westfalen
- Evangelisch-lutherische Landeskirche Hannovers
- Evangelisch-Lutherische Landeskirche Mecklenburgs (bis zur Fusion 2012)
- Evangelisch-Lutherische Landeskirche Sachsens
- Evangelisch-Lutherische Landeskirche Schaumburg-Lippe
- Lippische Landeskirche
- Pommersche Evangelische Kirche (bis zur Fusion 2012)

### Altkonfessionelle lutherische Kirche mit Superintendenten
- Selbständige Evangelisch-Lutherische Kirche

### Methodistische Kirchen mit Superintendenten
- Evangelisch-methodistische Kirche
- Kirche des Nazareners

### Kirchen, in denen früher ein leitendes Superintendentenamt bestand

#### Auf Landeskirchenebene
- Evangelische Landeskirche Anhalts
- Evangelisch-reformierte Kirche (Synode evangelisch-reformierter Kirchen in Bayern und Nordwestdeutschland), Landessuperintendenten (1989–2004)
- Evangelisch-reformierte Kirche in Nordwestdeutschland, Landessuperintendenten (1918–1989)
- Evangelisch-Lutherische Kirche in Oldenburg, Superintendenten und Generalsuperintendenten (1573–1853)
- Pommersche Evangelische Kirche; Liste der Generalsuperintendenten und Bischöfe Pommerns
- Lutherische Landeskirche Sachsen-Lauenburg; Superintendenten (1564–1592, wieder 1703–1877) und Generalsuperintendenten (1592–1697)
- Evangelisch-Lutherische Landeskirche Schleswig-Holstein, Generalsuperintendenten je für Holstein und Schleswig; Liste der Generalsuperintendenten für Holstein (1871–1925), Liste der Generalsuperintendenten für Schleswig (1864–1925)

#### Auf Sprengelebene
- Evangelisch-lutherische Landeskirche in Braunschweig; Generalsuperintendenten der Generalinspektionen (1922 wurden die zuletzt acht Generalsuperintendenturen, die teils auch zwei Generalinspektionen leiteten, aufgehoben. An ihre Stelle traten Pröpste der neuen 15 Propsteien.)
- Evangelisch-Lutherische Landeskirche Hannovers; Generalsuperintendenten der Generaldiözesen[8]
- Evangelisch-Lutherische Landeskirche Schleswig-Holstein; Superintendenten und Landessuperintendenten des Sprengels Lauenburg

#### Generalsuperintendenturen altpreußischer Kirchenprovinzen
- Evangelische Kirche der altpreußischen Union, eine bis vier Generalsuperintendenturen je Kirchenprovinz
  - Landessynodalverband der Freien Stadt Danzig (1920–1940); Liste der Generalsuperintendenten in Danzig
  - Kirchenprovinz Mark Brandenburg (1815–1945/48);  Generalsuperintendenten in der Kirchenprovinz Mark Brandenburg
  - Landessynodalverband Memelgebiet (1925–1939); Generalsuperintendenten des Memelgebietes
  - Kirchenprovinz Ostpreußen (1889–1945); Generalsuperintendenten für Ostpreußen
  - Kirchenprovinz Pommern (1815–1945/47); Liste der Generalsuperintendenten Pommerns
  - Kirchenprovinz Posen (1815–1920/23); Generalsuperintendenten der Kirchenprovinz Posen
  - Kirchenprovinz Posen-Westpreußen (1923–1945);
  - Kirchenprovinz Preußen (1815–1889); Generalsuperintendenten der Kirchenprovinz Preußen
  - Kirchenprovinz Rheinland (1815–1945/47); Liste der Generalsuperintendenten des Rheinlandes
  - Kirchenprovinz Sachsen (1815–1945/48); Generalsuperintendenten
  - Kirchenprovinz Schlesien (1815–1945/47); Generalsuperintendenten
  - Kirchenprovinz Westfalen (1815–1945); Liste der Generalsuperintendenten Westfalens
  - Kirchenprovinz Westpreußen (1889–1920); Liste der Generalsuperintendenten in Danzig

#### Auf Kirchenkreisebene
- Evangelische Kirche der schlesischen Oberlausitz
- Evangelische Kirche der altpreußischen Union

## Superintendenten in Österreich
In Österreich sind in der Evangelischen Kirche A.B. die Superintendenten die geistlichen Leiter der sieben Superintendenturen (Diözesen), wie der Bischof der geistliche Leiter der österreichischen Gesamtkirche ist. Bei der reformierten Kirche (H.B.), die nur aus neun Gemeinden besteht, gibt es nur einen Landessuperintendenten (bis 1949 ebenfalls Superintendent) als gesamtösterreichischen geistlichen Leiter. Die Evangelisch-methodistische Kirche in Österreich, eine Untergliederung der Zentralkonferenz Mittel- und Südeuropa der weltweiten Evangelisch-methodistischen Kirche (EmK), wird ebenfalls von einem Superintendenten geleitet.
Siehe Liste der evangelischen Superintendenten in Österreich mit Verweisen auf die betreffenden Kirchen